# Centaurea leptophylla
Centaurea leptophylla là một loài thực vật có hoa trong họ Cúc. Loài này được (K.Koch) Tchich. mô tả khoa học đầu tiên năm 1860.